# Gle Damalileh
Gle Damalileh är en kulle i Indonesien.   Den ligger i provinsen Aceh, i den västra delen av landet, 1 800 km nordväst om huvudstaden Jakarta. Toppen på Gle Damalileh är 134 meter över havet.
Terrängen runt Gle Damalileh är platt åt sydväst, men åt nordost är den kuperad.Runt Gle Damalileh är det ganska glesbefolkat, med 50 invånare per kvadratkilometer. I omgivningarna runt Gle Damalileh växer i huvudsak städsegrön lövskog.